# AGS-17 Plamya
AGS-17 Plamya (rus. Пламя; hrv. Plamen) je sovjetski bacač granata kojeg je dizajnirao ured KBP te se i danas proizvodi u tvornici u Tuli.

## Opis
AGS-17 je namijenjen kao teško oružje vatrene potpore pješaštvu te je dizajniran kako bi ga vojnici mogli koristiti zajedno s postoljem ili je montiran na vozilo. AGS-17 izbacuje 30 mm granate te je namijenjen gađanju lakih i težih ciljeva.

## Razvoj
Razvoj AGS-17 (rus. Автоматический Гранатомёт Станковый; hrv. Automatski bacač granata) je započeo u SSSR-u 1967. godine kroz dizajnerski ured OKB-16 (današnji dizajnerski ured KBP) u ruskom gradu Tuli. Njegov razvoj je najvjerojatnije bio nadahnut sovjetsko-kineskim pograničnim sukobom krajem 1960-ih. Tada je sovjetska vojska preko Vijetnama dobila na raspolaganje nekoliko američkih automatskih bacača granata. Ti bacači su se pokazali najučinkovitijim oružjem potpore vlastitog pješaštva protiv tipičnog kineskog napada "velikim ljudskim valom". Američki bacači su omogućavali blisku i srednju vatrene podrške pješaštvu protiv neprijateljskih vojnika te ne-oklopnih ciljeva kao što su kamioni i druga oprema.
Prvi prototip novog oružja se počeo testirati 1969. a masovna proizvodnja je započela 1971. U tom vremenskom razdoblju razvijena je posebna inačica AG-17 koja je ugrađivana u Mil Mi-24 Hind jurišne helikoptere. Iako AGS-17 nije korišten u sovjetskom sukobu s Kinom, sam bacač su uvelike koristile sovjetske vojne trupe tokom rata u Afganistanu kao oružje vatrene podrške pješaštva ili se montirao na oklopne transportere i kamione.
AGS-17 je još u uporabi ruske vojske kao oružje vatrene podrške pješačkim postrojbama te je na vojnim vozilima instaliran zajedno sa strojnicama, lanserima s navođenim raketama i optičkom opremom.
Posebna inačica AG-17A je instalirana na nekoliko Mil Mi-8 transportnih helikoptera. Ta inačica je koristila posebni mehanizam te daljinski upravljani okidač.
Sam AGS-17 će zamijeniti noviji AGS-30. Sličnosti s prijašnjim lanserom su da koristi isto streljivo kao prethodnik ali je težak samo 16 kg.

## Streljivo
Automatski bacač granata AGS-17 koristi 30 mm granate kalibra 30x29 mm koje su pohranjene u čeličnim kutijama (okvirima). Koriste se dvije vrste streljiva i to:
- VOG-17M - granata s visoko eksplozivnom fragmentacijskom bojnom glavom;
- VOG-30 - granata slična prethodnom modelu ali sadrži bolje eksplozivno punjenje čime se povećava eksplozivni radijus.

Bugarska industrija oružja Arcus proizvodi ručne granate AR-ROG koje su temeljene na streljivu VOG-17 i UZRGM osiguračima.
Čečenski i drugi pobunjenici i teroristi sa sjevernog Kavkaza su kao streljivo primjenjivali improvizirano izrađene ručne granate koje su nazivali "hattabka".

## Korisnici

### Postojeći korisnici
- Rusija
- Afganistan[2]
- Angola[2]
- Bugarska: na temelju licence proizvodi ga lokalna industrija oružja Arsenal AD.
- Crna Gora: koristi se model M93 (BGA) kojeg proizvodi srpska industrija Zastava Arms.[2]
- Čad[2]
- Finska: finska vojska je bacač granata koristila pod oznakom 30 KrKK AGS-17 a 2005. ga je zamijenio Heckler & Koch GMG.[3]
- Gruzija[4]
- Indija[2]
- Irak: proizvodi se na temelju licence.[2][5]
- Iran[2]
- NR Kina: poizvodi ga domaća industrija Norinco.[2][5]
- Kuba[2]
- Latvija
- Mozambik[2]
- Nikaragva[2]
- Poljska[2]
- Sirija: u službi Slobodne sirijske vojske.[6]
- Sjeverna Koreja[7]
- Srbija: domaća vojna industrija Zastava Arms na temelju licence proizvodi vlastiti model Zastava BGA 30mm (M93).[2]
- Vijetnam

### Bivši korisnik
- SSSR